# Arturo Chaires
Arturo Chaires (14 de março de 1937 – 18 de junho de 2020) foi um futebolista mexicano que competiu nas Copa do Mundo FIFA de 1962 e 1966. Atuou no Chivas Guadalajara entre 1960 e 1971, com o qual conquistou dez títulos.
Morreu no dia 18 de junho de 2020, aos 83 anos.